# Gary Muller
Gary Muller (Durban, 27 dicembre 1964) è un ex tennista sudafricano.

## Carriera
Giocatore specializzato nel doppio, in questa disciplina riesce a raggiungere quattro semifinali nei tornei dello Slam senza tuttavia riuscire ad arrivare a giocarsi il titolo. In carriera ha vinto otto titoli, salendo fino alla settima posizione mondiale nel 1993.
In Coppa Davis gioca due match con la squadra sudafricana in coppia con Wayne Ferreira vincendone uno.

### Doppio

#### Vittorie (8)
| Legenda                                                   |
| Grande Slam                                               |
| Tennis Masters Cup / ATP World Tour Finals                |
| Masters Series / ATP World Tour Master 1000               |
| ATP International Series Gold / ATP World Tour 500 Series |
| ATP International Series / ATP World Tour 250 Series (8)  |

| Numero | Data             | Torneo                                   | Superficie  | Compagno      | Avversari in finale                 | Punteggio     |
| 1.     | 26 luglio 1987   | Schenectady Open, Schenectady            | Cemento     | Gary Donnelly | Brad Pearce Jim Pugh                | 7-6, 6-2      |
| 2.     | 30 luglio 1989   | Sovran Bank Classic, Washington          | Cemento     | Neil Broad    | Jim Grabb Patrick McEnroe           | 6-7, 7-6, 6-4 |
| 3.     | 7 ottobre 1990   | Grand Prix de Tennis de Toulouse, Tolosa | Cemento     | Neil Broad    | Michael Mortensen Michiel Schapers  | 7-6, 6-4      |
| 4.     | 16 luglio 1991   | Swiss Open Gstaad, Gstaad                | Terra rossa | Danie Visser  | Guy Forget Jakob Hlasek             | 7-6, 6-4      |
| 5.     | 20 ottobre 1991  | Vienna Open, Vienna                      | Sintetico   | Anders Järryd | Jakob Hlasek Patrick McEnroe        | 6-4, 7-5      |
| 6.     | 26 aprile 1992   | Seoul Open, Seul                         | Cemento     | Kevin Curren  | Kelly Evernden Brad Pearce          | 7-6, 6-4      |
| 7.     | 24 ottobre 1993  | Grand Prix de Tennis de Lyon, Lione      | Sintetico   | Danie Visser  | John-Laffnie de Jager Stefan Kruger | 6-3, 7-6      |
| 8.     | 16 febbraio 1997 | Sybase Open, San Jose                    | Cemento     | Brian MacPhie | Mark Knowles Daniel Nestor          | 4-6, 7-6, 7-5 |